# Campo di concentramento di Borgo San Dalmazzo
Il campo di concentramento di Borgo San Dalmazzo ( Cuneo) fu uno dei Campi di concentramento della Repubblica Sociale Italiana istituiti a livello provinciale in Italia dopo l'8 settembre 1943 per adunarvi gli ebrei in attesa di deportazione. Fu operante dal settembre 1943 al febbraio 1944.

## La storia
La storia del campo di concentramento di Borgo San Dalmazzo va divisa in due fasi distinte: la prima tra il settembre e il novembre 1943, la seconda tra il dicembre 1943 e il febbraio 1944.
Inizialmente il campo fu istituito il 18 settembre 1943 per iniziativa delle autorità di occupazione tedesche a seguito di un bando firmato da un certo capitano Mueller, con il quale si intimava l'internamento immediato di tutti gli stranieri presenti nel territorio: "Comando Germanico di Borgo San Dalmazzo. Entro le ore 18 di oggi, tutti gli stranieri che si trovano nel territorio di Borgo San Dalmazzo e dei comuni vicini devono presentarsi al Comando Germanico in Borgo San Dalmazzo-Caserma degli Alpini. Trascorso tale termine gli stranieri che non si saranno presentati verranno immediatamente fucilati. La stessa pena toccherà a coloro nelle cui abitazioni detti stranieri saranno trovati". Questi stranieri altri non erano che un gruppo di circa ottocento profughi ebrei che tra l'8 e il 13 settembre 1943 avevano lasciato il confino coatto a Saint-Martin-Vésubie in Francia ed avevano varcato il confine con una dura marcia attraverso le Alpi nella speranza di trovare rifugio in Italia. Erano uomini, donne e bambini, ebrei dalla Polonia, dalla Germania, dall'Ungheria, dalla Slovacchia, dalla Romania, dalla Russia, dalla Grecia, dalla Croazia, dalla Francia e dal Belgio. Ad attenderli trovarono però le SS tedesche, che riuscirono a catturarne 329. Quanti scamparono alla cattura si sparpagliarono nelle campagne circostanti o proseguirono la loro fuga in Italia, anche grazie all'aiuto della popolazione locale e della rete clandestina di assistenza DELASEM e all'impegno eroico dei sacerdoti don Raimondo Viale e don Francesco Brondello. In accordo con il Prefetto e il Commissario di Pubblica Sicurezza, i prigionieri furono rinchiusi nell'ex-caserma degli Alpini a Borgo San Dalmazzo, un edificio fatiscente e abbandonato da tempo, ma convenientemente situato ai margini dell'abitato, vicino alla stazione ferroviaria. Lì rimasero fino al 21 novembre 1943, quando, caricati su carri bestiame alla stazione, furono trasportati ad Auschwitz via Nizza e Drancy. Solo 19 di essi sopravvissero.
Nella seconda fase, dopo un intervallo di 12 giorni, l'ex-caserma degli Alpini a Borgo San Dalmazzo divenne uno dei campi di concentramento provinciali istituiti dalla Repubblica Sociale Italiana in applicazione delle disposizioni approvate dal Ministero dell'Interno il 30 novembre 1943 per l'internamento e la deportazione degli ebrei italiani. In questa fase la responsabilità della gestione fu interamente italiana. Un primo gruppo di ebrei giunse da Saluzzo già il 4 dicembre 1943. Alla fine saranno 26 gli ebrei internati, uomini, donne e bambini, i quali anch'essi il 15 febbraio 1944 cominceranno dalla stazione di Borgo San Dalmazzo il loro viaggio per Auschwitz  attraverso il campo di transito di Fossoli. Solo due furono i sopravvissuti. Dopo questa data di campo di Borgo San Dalmazzo fu ufficialmente e definitivamente chiuso.

## Deportati da Saint-Martin de Vésubie
Fra i 700 che avevano valicato le Alpi insieme alla IV armata italiana, i ragazzi minorenni erano molti e la maggior parte di costoro venne deportata ad Auschwitz. Di alcuni fra questi  deportati e sopravvissuti è stata  ricostruita in maniera approfondita la biografia, in particolare quella di Henri Schustermann, di Gabriel Bikerwald e di Gerard Zynger, grazie alla ricerca pubblicata nel libro Oltre il nome di Adriana Muncinelli e Elena Fallo.

### Henri Schustermann
Nacque a Parigi nel 1931 da una famiglia di commercianti, composta dal padre Jacob, dalla madre Feiga Kempa, dal fratello Mosche (Maurice) e dalla sorella Mascha (Marcelle).
Con l'occupazione tedesca della Francia (1940), le attività commerciali, poi identificate come Entreprises Juives, vennero commissariate dalle autorità tedesche e sottoposte ad abusi costanti.
L'invasione della Francia indusse molti ebrei all'esodo, ma gli Schustermann "erano emigrati in Francia nel corso degli anni Venti, e vi avevano trovato i diritti, la libertà e le opportunità per poter ricominciare una nuova vita. Era per loro impossibile lasciare ciò che avevano costruito e, nonostante tutto, credevano ancora nella Francia che li aveva accolti e per la maggior parte ormai naturalizzati".
In seguito agli arresti di alcuni familiari durante la Rafle du Vel d'Hiv', la famiglia di Henri decise di lasciare Parigi, fatta eccezione della madre, che sottovalutò il pericolo e per questo venne catturata e internata nel campo di Mérignac.
La prima tappa fu Pau, seguita poi da Saint Martin de Vésubie, da cui, dopo l'8 settembre 1943 furono costretti a fuggire per tentare di trasferirsi in Italia attraverso il colle Ciriegia.
Il 12 settembre l'Italia era ormai sotto l'occupazione nazista e il 18 settembre gli ebrei rifugiati venneri informati del cosiddetto bando di Mueller.
L'arrivo in Italia alle terme di Valdieri non fu sufficiente a salvarlo dalla deportazione. A Drancy Henri e il padre vennero fatti salire su convogli ferroviari e condotti ad Auschwitz, dove all'arrivo Henri si salvò perché decise di rimanere con il padre invece di unirsi alla file delle madri con i bambini.
Venne liberato dal lager a 14 anni e ritrovò solo suo fratello Maurice. Racconterà di quanto vissuto ad Auschwitz solo molto tempo dopo.

### Gabriel Birkenwald
Gabriel Birkenwald (Bruxelles, 29 giugno 1926 - Florida, 2016) fu arrestato il 18 settembre 1943 al campo di Borgo San Dalmazzo ed in seguito deportato, il 21 novembre 1943, sul convoglio n. 04a con destinazione Auschwitz ed internato col numero di matricola 167466.
La famiglia Birkenwald era giunta a Bruxelles da Varsavia e dal 1937 aveva acquisito la cittadinanza belga. Il Belgio divenne un paese sempre meno accogliente e decisamente pericoloso in seguito all'attacco tedesco del 10 maggio 1940; per questo ritroviamo Gabriel e la sua famiglia, nel marzo del 1943, a Barcelonnette, situata nella zona di occupazione italiana, considerata sicura perché gli italiani non consegnavano gli ebrei ai nazisti. Nei giorni successivi all’armistizio dell'8 settembre i Birkenwald figurano tra i circa 700 ebrei provenienti dalla Francia del sud al seguito della IV Armata nell'attraversamento delle Alpi per cercare rifugio in Val Gesso .
Il 18 settembre, in seguito al “Bando di Mueller”, anche i Birkenwald vennero rinchiusi nella caserma di Borgo San Dalmazzo, trasformata in un campo di concentramento.
Il 21 novembre vennero condotti in treno, via Savona e Nizza, nel campo di Drancy presso Parigi e, il 7 dicembre, deportati, insieme ad altri 357 ebrei, nel campo di sterminio di Auschwitz. Gabriel, sopravvissuto alla marcia della morte, arrivò a Buchenwald, dove venne salvato dai soldati americani l'11 aprile 1945.
Unico della sua famiglia, Gabriel fu uno dei 39 sopravvissuti. Tornato, non volle parlare della sua esperienza per lungo tempo. Sposatosi nel 1948 con una ragazza di fede cattolica, si trasferì nel Congo belga ed ebbe dei figli. Non tornò più in Europa e morì in Florida nel 2016.

### Gerard Zynger
Gerard Zynger (Parigi, 30 maggio 1936), nacque da Jeracmil Zynger e Fanny Weissbrod, fuggiti in Francia per scampare alla persecuzione nazista e poi deportati a Auschwitz, dove incontrarono la morte.
Passati nella zona libera francese, prima a Nizza e poi a Saint Martin de Vésubie, dopo l'8 settembre valicarono le Alpi e furono internati nel campo di concentramento di Borgo San Dalmazzo. Successivamente deportati, incontrarono la morte ad Auschwitz, lasciando così il piccolo Gerard solo, destinato a non lasciar traccia di sé, dopo una serie di ricoveri presso gli ospedali di Racconigi e di Volterra.
Nasce all'ospedale Rotschild di Parigi da genitori ebrei di origine russa, trasferitisi da Varsavia a causa dell'esplosione dell'odio antiebraico successivo alla crisi del '29. A Parigi la famiglia subisce il trauma del bombardamento (3 giugno 1940) e "Gerard, sotto choc per un grave trauma cranico, ha in un primo tempo gli arti paralizzati". I genitori lo assisteranno in ospedale per ben due anni.
La Grande Rafle del 17 maggio 1942 convince i genitori a passare nella zona libera francese, prima a Nizza, poi al confino coatto di Saint Martin de Vésubie. Dopo l'8 settembre valicano le Alpi e vengono arrestati e rinchiusi nel campo di concentramento di Borgo San Dalmazzo: i loro numeri di internamento sono 312 per la madre, 313 per il padre e 314 per lui.
Colto da una crisi epilettica, il 28 settembre Gerard viene ricoverato all'ospedale di Borgo san Dalmazzo e assistito dalla madre, fino a quando non viene trasferito all'ospedale di Racconigi, solo e tale rimane perché i genitori il 21 novembre vengono deportati ad Auschwitz. Gerard rimane all'ospedale neuropsichiatrico di Racconigi fino all'età di 24 anni.
La degenza di Gerard ha, però, un costo, non sostenuto da nessuno e il giovane, definito demente, viene trasferito all'ospedale psichiatrico di Volterra: dal suo trasferimento (23 luglio 1960) in poi non si hanno più notizie.

## Memorializzazione

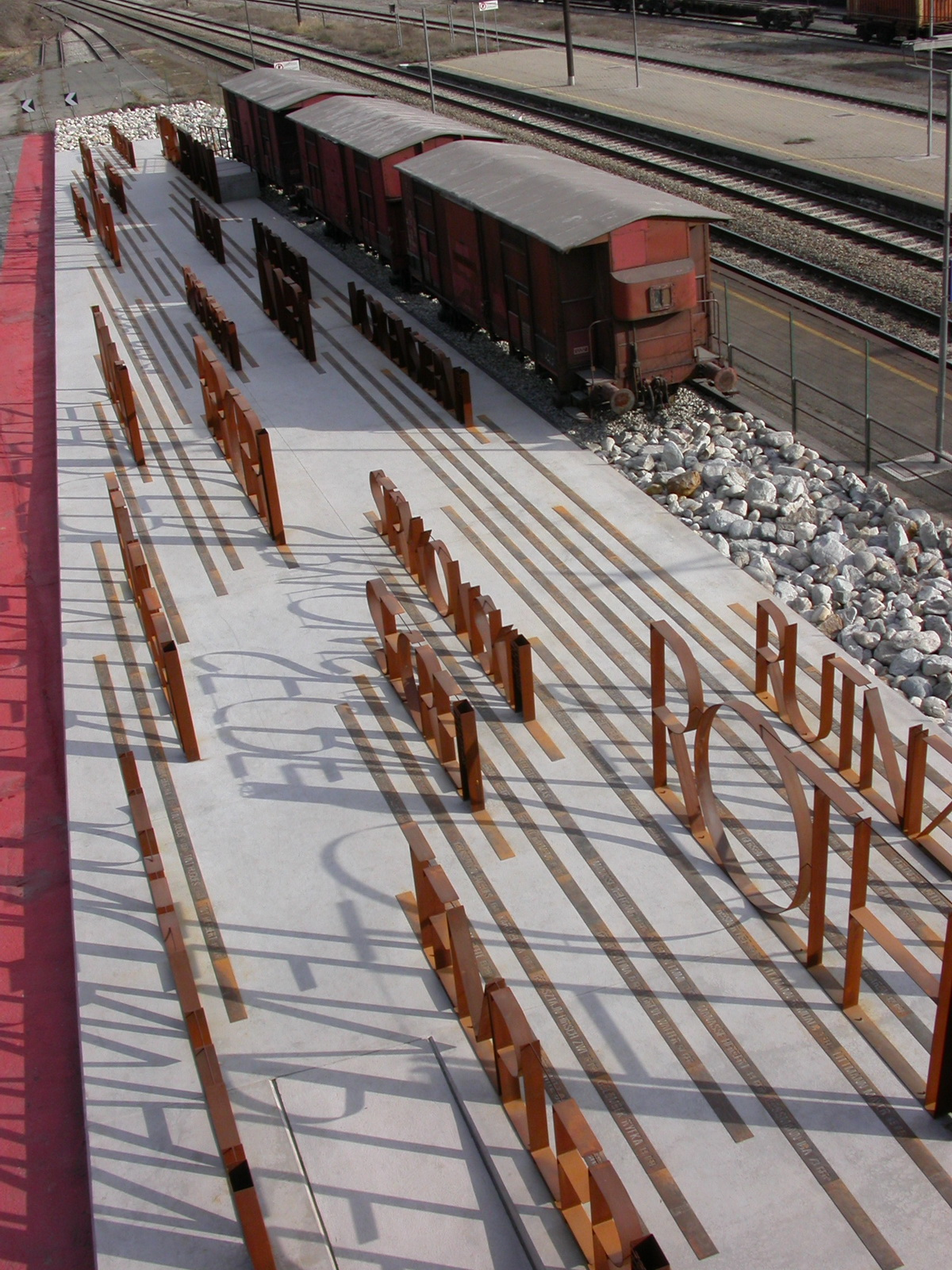
Memoriale della deportazione presso la stazione ferroviaria di Borgo San Dalmazzo

Nel secondo dopoguerra le vestigia del campo rimasero abbandonate e dimenticate per circa 20 anni. Tra il 1964 e il 1974 fu demolita un'intera ala dell'edificio per far spazio alla costruzione della nuova scuola media del paese; a ricordo degli eventi del periodo bellico, fu apposta una targa vicino all'ingresso della scuola. Negli anni successivi anche il resto dell'edificio ha subito radicali rimaneggiamenti e demolizioni, che ne hanno completamente modificato l'aspetto originario: gli unici ambienti rimasti integri sono l'androne e il cortile interno. La ristrutturazione ha compreso la realizzazione di una sala polivalente, che è stata dedicata a don Raimondo Viale ed ospita permanentemente alcuni pannelli illustrativi con foto e notizie sul campo. Al sacerdote è stata intitolata nel 1998 anche la piazza antistante alla scuola, con una targa e una stele commemorativa. Intatta è rimasta la vicina stazione ferroviaria da cui partirono i convogli dei deportati: alle vicende è stato dedicato un complesso memoriale.
Nel 2000 la città di Borgo San Dalmazzo ha ricevuto dal presidente della Repubblica Carlo Azeglio Ciampi la medaglia d'oro al merito civile per l'aiuto collettivamente offerto agli ebrei perseguitati. Nel 2001 don Raimondo Viale è stato insignito dell'onorificenza di giusto fra le nazioni dall'Istituto Yad Vashem di Gerusalemme.